# Daniel Casey (peintre)
 (avril 2023).
Si vous disposez d'ouvrages ou d'articles de référence ou si vous connaissez des sites web de qualité traitant du thème abordé ici, merci de compléter l'article en donnant les références utiles à sa vérifiabilité et en les liant à la section « Notes et références ».
Pour les articles homonymes, voir Daniel Casey et Casey.
Daniel Casey est un peintre français né le 7 décembre 1817 à Bordeaux et mort le 27 décembre 1885 à Paris.

## Biographie
Peintre d'histoire et élève de l'école des beaux-arts de Bordeaux où il remporta le premier prix en 1835 et du baron Gustave Wappers à Anvers. Les tableaux historiques de Daniel Casey ont attiré l'attention au salon de Paris de 1842 à 1868 et dans de nombreuses expositions de province ou de l'étranger.

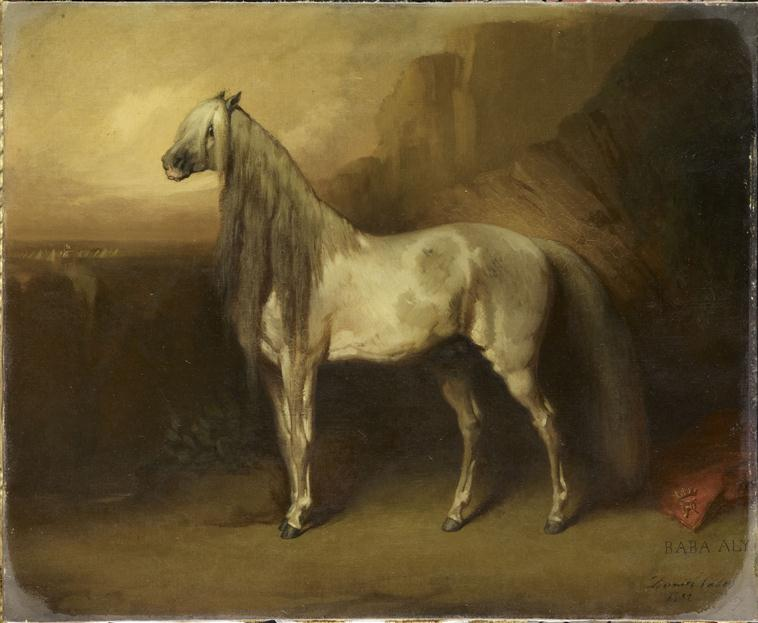
Baba-Ali - Daniel Casey - Musée Condé

Ses œuvres se distinguent par la largeur du style aussi bien que par le coloris. Elles témoignent d'une préférence pour l'école de Delacroix plutôt que pour celle de Wappers. Citons parmi ses principales productions: St-Louis dans le désert, exposé au salon de 1842 et acheté par l'État; Chasse dans la lande de Saint-Médard, salon de 1847, acheté par M. le duc d'Aumale; Cruauté des Thuringiens de l'armée d'Atilla, salon de 1859. Le chef-d'œuvre de Casey est son St-Hipolyte écartelé par des chevaux indomptés, toile de 6 mètres de long, qui lui a permis à l'artiste de déployer son rare talent à peindre des chevaux, achetée par l'État pour un musée de province. Le musée de Bordeaux possède Un christ sur la croix, celui de Chantilly, Baba Ali, le cheval du Duc d'Aumale.
Il recevra la légion d'honneur des mains de Charles X. Il est enterré au cimetière de Montmartre.

### Famille
Issu d'une famille de petite noblesse irlandaise, les Casey catholiques ont dû fuir les persécutions et se réfugier à Bordeaux au 18ème  siècle. La famille s'installe dans les hôtels particuliers du Quai des Chartrons et s'allie avec les grandes familles israélites et protestantes de la ville.
À Bordeaux, les Casey vivent du marché du Cognac et de l'eau de vie avec l'Irlande les pays-bas où les droits de douane étaient bien inférieurs.